# Maurice Bardonneau
Maurice Charles Adolphe Bardonneau, né le 22 mai 1885 à Saint-Maurice (Seine) et mort le 3 juillet 1958 à Issy-les-Moulineaux (Seine), est un coureur cycliste français, licencié à l'Association Vélocipédique d'Amateurs (A.V.A.). Il a notamment été champion du monde de demi-fond amateur en 1906.

## Distinctions
- Croix de guerre 1914-1918 (1915)[1]

## Palmarès sur piste

### Jeux olympiques intercalaires
- Athènes 1906
  -  Médaillé d'argent des 20 km

### Championnats du monde
- Genève 1906
  -  Champion du monde de demi-fond amateurs

### Championnats de France
- 1907
  - 3e du demi-fond
- 1910
  - 3e du demi-fond

### Autres
- Vainqueur du "Grand Prix d'Athènes", organisé en France sur 10 kilomètres avec entraîneurs le 14 juin à Paris, au retour des Jeux intercalaires (deuxième Fernand Vast, à 20 mètres)[2]

## Palmarès sur route
- 1906
  - 1re étape de Paris-Bruxelles (à Reims, contre-la-montre par équipes avec Fernand Vast, Jean Patou et Joseph Dewaide)
  -  Médaillé d'argent de la course en ligne des Jeux olympiques intercalaires (derrière Fernand Vast)
  - 2e de Paris-Oostende
  - 3e de Paris-Dieppe